# Horacio Martínez Meza
Horacio Martínez Meza (Iztapalapa, Ciudad de México; 15 de mayo de 1972) es un político mexicano, exmiembro del Partido de la Revolución Democrática. Fue Jefe Delegacional de Iztapalapa de 2006 a 2009.
Horacio Martínez Meza con estudios en Derecho por la Universidad Autónoma Metropolitana, fue elegido Diputado a la Asamblea Legislativa del Distrito Federal, II Legislatura por el XXIV Distrito Electoral Local del Distrito Federal de 2000 a 2003 en donde fue Vicepresidente de la Comisión de Desarrollo Metropolitano, integrante de las Comisiones de Seguridad Pública, Administración Pública Local y Cultura; fungió como vocero de la fracción parlamentaria del PRD. En 2003 fue elegido diputado federal a la LIX Legislatura por el XVIII Distrito Electoral Federal del Distrito Federal, en la Cámara de Diputados fue miembro de las comisiones de Desarrollo Metropolitano y del Distrito Federal.
En 2006 ganó la elección como Jefe Delegacional de Iztapalapa para el periodo de ese año a 2009.
En 2009 fue elegido diputado local por el XXII distrito a la Asamblea Legislativa del Distrito Federal V Legislatura, donde presidió la Comisión de Asuntos Indígenas, Pueblos y Barrios Originarios y Asuntos Migrantes. Renunció al PRD en diciembre del mismo año.
Como diputado local presentó la Iniciativa de Ley para la Atención Integral del Consumo de Sustancias Psicoactivas del Distrito Federal, la cual fue aprobada por unanimidad por el pleno de la ALDF. 